# Triplophysa incipiens
Triplophysa incipiens är en fiskart som först beskrevs av Herzenstein, 1888.  Triplophysa incipiens ingår i släktet Triplophysa och familjen grönlingsfiskar. Inga underarter finns listade i Catalogue of Life.